# Francesc Pardo
Francesc Pardo i Artigas (en español: Francisco Pardo y Artigas) (Torrellas de Foix, 26 de junio de 1946 - Gerona, 31 de marzo de 2022) fue un eclesiástico católico español. Fue obispo de Gerona, entre 2008 hasta su fallecimiento en 2022.

## Biografía

### Formación
Francesc (Francisco) nació el 26 de junio de 1946, en Torrellas de Foix, España.
Entró en el Seminario Menor de Barcelona y cursó los estudios eclesiásticos en el Seminario Mayor. 
Obtuvo la licenciatura en Teología, por la Facultad de Teología de Cataluña.

### Sacerdocio
Fue ordenado sacerdote en 1973 en la basílica de Santa María de Villafranca del Panadés. Ejerció diversos cargos en la archidiócesis de Barcelona. Entre los años 1973 y 1980 fue coadjutor de las parroquias de Santa María y de la Santísima Trinidad, de Villafranca del Panadés (población de donde fue arcipreste 1979-1980), posteriormente, y de 1980 a 1977, fue rector de San Sadurní de Noya (donde fundó una cooperativa que promovió la construcción de setenta viviendas sociales), consiliario diocesano del Movimiento Familiar Rural y de los Jóvenes Rurales JARC (1982-1986). En el año 1983 fue nombrado también párroco de Monistrol d'Anoia. Entre los años 1990 y 1993 fue vicario episcopal de la zona del Penedés, Anoia y Garraf, y de 1993 a 2006 ejerció como director del Centro de Estudios Pastorales de las diócesis de Cataluña.
En 1997 se convirtió en párroco de San Esteban de Granollers y entre 1999 y 2004 fue arcipreste de Granollers, tarea que compaginó entre 2001 y 2004 con la de vicario episcopal del Vallés Oriental. Al crearse el  obispado de Tarrasa se incorporó como presbítero, y asumió los cargos de vicario general de Pastoral y delegado episcopal para la Economía (2004), al tiempo que continuó como rector de Granollers.

### Episcopado

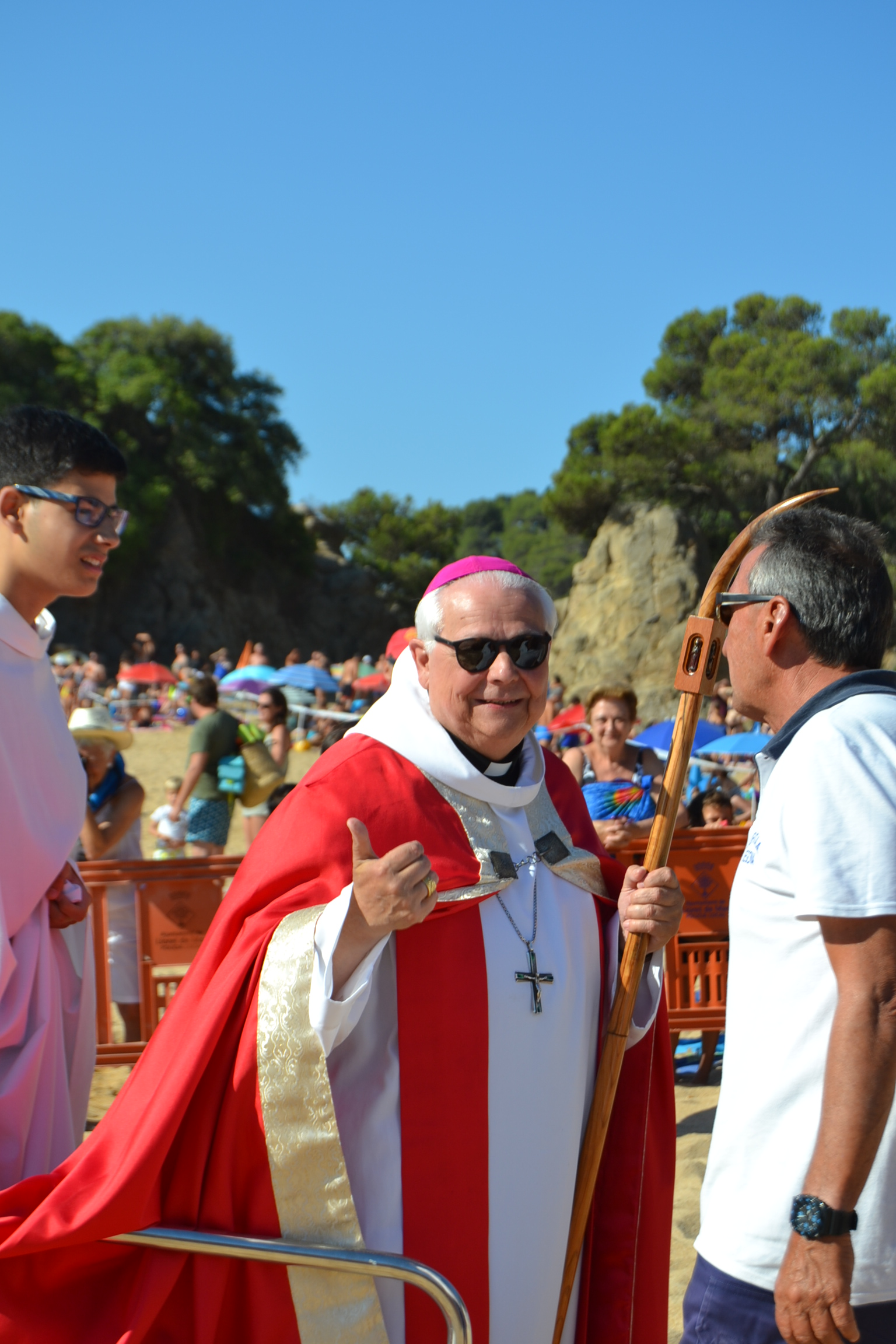
Pardo en 2016.

El 16 de julio de 2008 el papa Benedicto XVI lo nombró obispo de Gerona. Fue consagrado, el 19 de octubre del mismo año.
Como obispo de Gerona, trató de solventar tres retos: 1. Revitalizar la vida cristiana, ayudando a descubrir que lo que la Iglesia católica propone es una buena noticia para la persona del siglo XXI; 2. Incidir en la idea de que el cristianismo es una buena noticia; 3. Fomentar las vocaciones sacerdotales.
El 26 de junio de 2021, presentó su renuncia como lo establece el Código de Derecho Canónico. Falleció el 31 de marzo de 2022, en la UCI del Hospital Josep Trueta, tras complicaciones de su salud a causa de una úlcera en el estómago.
El 4 de abril se celebró su funeral y entierro en la catedral de Santa María de Gerona, en un acto presidido por Joan Planellas, arzobispo de Tarragona, Bernardito Auza, Nuncio en España, y Juan José Omella, cardenal de Barcelona y Presidente de la CEE.